# Majol z Cluny
Majol z Cluny, fr. Saint Mayeul, Maïeul de Cluny (ur. ok. 906, zm. 11 maja 994 w Souvigny) – benedyktyński opat z Cluny, święty Kościoła katolickiego.
Majol pochodził ze szlacheckiej rodziny. Różne źródła podają jako miejsce jego urodzenia Valensole lub Awinion. Wcześnie osierocony, wychowywany przez krewnego, nauki pobierał w Mâcon i Lyonie. Będąc archidiakonem w Mâcon, wstąpił do klasztoru benedyktyńskiego pw. św. Piotra i Pawła w Cluny.
Już jako opat, w latach 965-994, uczestniczył w reformowaniu i przywracaniu dyscypliny zakonnej w klasztorach Burgundii, Prowansji i w Italii. Po śmierci papieża Benedykta VI odrzucił zaproponowany tron papieski.
Zmarł w czasie podróży do paryskiego opactwa św. Dionizego.
W ikonografii przedstawiany jest z tiarą u stóp (jako symbolem odmowy objęcia papiestwa).
Jego wspomnienie liturgiczne obchodzone jest 11 maja.